# Roche-la-Molière
Roche-la-Molière település Franciaországban, Loire megyében. Lakosainak száma 9853 fő (2022. január 1.). Roche-la-Molière Unieux, Le Chambon-Feugerolles, Firminy, La Ricamarie, Saint-Étienne és Saint-Genest-Lerpt községekkel határos.

## Népesség
A település népessége az elmúlt években az alábbi módon változott:
| Lakosok száma | 10 569 | 9211 | 10 103 | 10 365 | 10 093 | 9868 | 9697 | 9884 | 9878 | 9853 |
|               | 1968   | 1982 | 1990   | 2006   | 2013   | 2015 | 2017 | 2019 | 2020 | 2022 |